# علوم طبیعی
علوم طبیعی یا علوم تجربی (به انگلیسی: Natural science or Empirical science)، شاخه‌ای از علوم است که با توصیف، پیش‌بینی و درک پدیده‌های طبیعیِ مبتنی بر شواهد تجربی ناشی از مشاهده و آزمایش، سر و کار دارد و در آن، سازوکارهایی مانند داوری همتا و تکرارپذیری یافته‌ها برای اطمینان از اعتبار اکتشافات علمی استفاده می‌شوند.
این علوم، دربردارنده علوم فیزیکی (فیزیک (فیزیک نظری و فیزیک تجربی))، شیمی، اخترشناسی (نظری و رصدی)، زمین‌شناسی به همراه علوم زیستی (پزشکی و زیست‌شناسی) هستند. 

## فیزیک تجربی
در دانش فیزیک، فیزیک آزمایشگاهی (یا فیزیک تجربی)، مجموعه‌ای از رشته‌ها و زمینه‌هاست که موضوع آن‌ها مشاهده پدیده‌های فیزیکی برای جمع‌آوری داده در مورد جهان است. روش‌ها از زمینه‌ای به زمینهٔ دیگر، متفاوت هستند و شامل مشاهده‌های ساده‌ای مانند آزمایش کاوندیش تا آزمایش‌های پیچیده‌تر و بزرگ‌تری مانند برخورددهنده‌های هادرونی بزرگ می‌شوند.

## اخترشناسی
اَختَرشناسی یا ستاره‌شناسی یا نجوم به دانش بررسی موقعیت، تغییرات، حرکت و ویژگی‌های فیزیکی و شیمیایی «اشیاء آسمانی» ازجمله ستاره‌ها، سیاره‌ها، دنباله‌دارها، کهکشان‌ها و رویدادهای آسمانی مانند شفق قطبی و تابش زمینهٔ کیهانی گفته می‌شود که منشأ آن‌ها در بیرون از جوّ زمین است. اخترشناسی با رشته‌هایی همچون کیهان‌شناسی، فیزیک، شیمی و فیزیکِ حرکت ارتباط تنگاتنگ دارد. (اگر تنها ستاره‌ها مطالعه شوند به آن اخترشناسیِ ستاره‌ای گفته می‌شود)

## زیست‌شناسی
زیست‌شناسی یا بیولوژی (به انگلیسی: Biology) از علوم طبیعی و دانش مربوط به کاوش دربارهٔ جانداران است. این دانش به بررسی ویژگی‌ها و رفتار جانداران، چگونگی پیدایش گونه‌ها و افراد (کاهش گرایی)، و نیز به بررسی تعامل جانداران با یکدیگر و محیط پیرامونشان می‌پردازد. (زیست‌شناسی دستگاه‌ها) زیست‌شناسی شامل موضوعات گسترده‌ای است که دارای تقسیم‌بندی بسیاری از مباحث و رشته‌های مختلف می‌باشد. از جمله مهم‌ترین موضوعات آن عبارت از پنج اصل به هم وابسته است.

## زمین‌شناسی
زمین‌شناسی یا ژئولوژی (به فرانسوی: géologie، ژئولوژی) علم مطالعه زمین، مواد سازنده آن، ساختار مواد آن و فرایندهایی را که بر روی آن عمل می‌کنند است. بخش مهمی از زمین‌شناسی مطالعه چگونگی تغییر مواد، ساختارها، فرایندها و ارگانیسم‌های زمین با گذشت زمان است.